# La France signant les préliminaires d'un traité de paix
La France signant les préliminaires d'un traité de paix est une estampe d'après une composition allégorique de Janet-Lange inspirée par l'issue de la Guerre franco-allemande de 1870, marquée par la défaite de la France et les lourdes pertes infligées à ce pays.
Publiée pour la première fois dans L'Illustration du 11 mars 1871, soit deux semaines après la signature du traité préliminaire de paix du 26 février 1871, cette image commente le contexte et les conséquences de ce dernier événement.

## Contexte
Quelques heures avant l'expiration de l'armistice, des préliminaires de paix sont conclus à Versailles entre, d'une part, les représentants du nouvel Empire allemand (le chancelier impérial et ministre-président de Prusse Otto von Bismarck, le ministre bavarois des Affaires étrangères Otto de Bray-Steinburg, son homologue wurtembergeois August von Wächter et le président du conseil badois Julius Jolly) et, d'autre part, les représentants de la France (le chef du pouvoir exécutif de la République française Adolphe Thiers et le ministre des Affaires étrangères Jules Favre).
Ratifié par l'Assemblée nationale le 1er mars, ce texte prévoit que la France devra verser 5 milliards de francs à l'empereur allemand et renoncer, en faveur de l'Empire allemand, au département du Bas-Rhin et à la majeure partie de ceux du Haut-Rhin et de la Moselle, auxquels s'ajouteront quelques cantons de la Meurthe et des Vosges (Alsace-Lorraine).
Une part importante de l'opinion publique française est choquée par ces conditions, notamment à Paris, dont les habitants, encore marqués par le traumatisme du siège de la capitale, subissent, également le 1er mars, l'humiliation du défilé des troupes du général Von Kameke sur les Champs-Élysées.

## Description

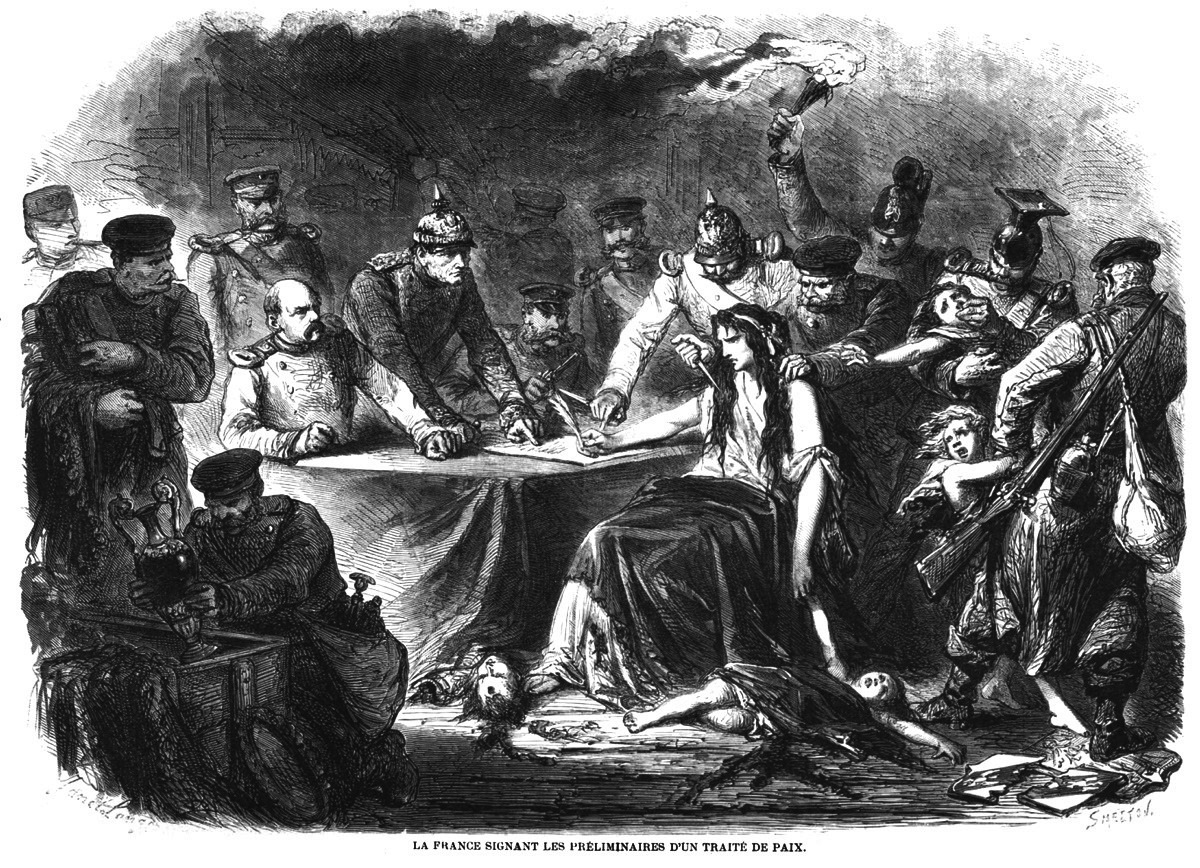
La France signant les préliminaires d'un traité de paix (L'Illustration, 11 mars 1871).

Gravée par Smeeton d'après un dessin sur bois de Janet-Lange, la scène publiée par L'Illustration a lieu dans une salle livrée au pillage de soldats allemands, qui emballent leur précieux butin dans des caisses et des sacs et vont jusqu'à arracher les rideaux des fenêtres. L'image reprend ainsi un lieu commun de la caricature anti-prussienne fondé sur les nombreux récits de vols et d'autres déprédations commis par les troupes d'invasion.
Au centre, assise à une table en face de Bismarck, la France, personnifiée sous les traits d'une femme blessée, épuisée, échevelée, aux vêtements déchirés, est contrainte de signer le traité pointé du doigt par deux officiers généraux allemands coiffés de casques à pointe. L'un d'eux, debout à la gauche de Bismarck, est identifiable au général Von Moltke, chef de l'état-major prussien. Celui-ci était en effet l'un des partisans les plus maximalistes de l'abaissement de la France et des amputations territoriales au profit de l'Allemagne
Menacée par un soldat qui tient un pistolet, par un autre qui brandit une torche incendiaire au dessus d'elle, et surtout par un troisième soldat, debout derrière elle, qui agrippe son épaule gauche et presse la pointe d'un poignard contre elle, la France tient encore la main d'un des deux jeunes enfants dont les cadavres ensanglantés gisent au sol. À droite, deux autres enfants sont emmenés de force par un uhlan et un autre soldat, qui piétine deux blasons : celui de Strasbourg et celui, brisé, de la Lorraine. Les deux jeunes captifs personnifient en effet les provinces annexées.
Si Bismarck et Moltke sont aisément reconnaissables, il n'en va pas de même de l'empereur allemand Guillaume Ier, pourtant mentionné par un journaliste de La Cloche dans sa description de la « remarquable composition » de Janet-Lange. Il n'est donc pas certain que l'artiste ait cherché à représenter l'empereur, même si la physionomie du simple soldat (ou « soudard ») qui menace la France d'un poignard présente une vague ressemblance avec les portraits du souverain allemand.

## Postérité
Dès le 14 juin, Le Mémorial des Vosges rapporte que, dans les territoires occupés, les autorités allemandes ont interdit « l'étalage chez les libraires et la vente de la photographie du tableau [sic] de Janet-Lange : La France signant le traité de paix ».
Avec l'autorisation de L'Illustration, Janet-Lange a en effet réalisé au fusain une seconde version de l'image, qui a fait l'objet d'une photolithographie, imprimée par la maison Lemercier et Cie et éditée par un marchand d'estampes, Émile Bulla fils (no 17-19 boulevard Poissonnière) sous le titre La France signe les préliminaires de la paix. Quelques modifications ont été apportées par l'artiste à sa composition initiale, comme par exemple la pendule visible au premier plan, à gauche, et qui constitue un autre lieu commun des estampes évoquant les chapardages commis par les soldats prussiens. Un autre libraire-éditeur, Alphonse Taride (no 2 rue de Marengo), ayant mis en vente des contrefaçons de cette seconde version au cours de l'été 1871, il est condamné le 29 novembre suivant à verser une amende de 50 francs (réduite à 5 francs en appel le 20 mars 1872) ainsi que 100 francs de dommages-intérêts à Bulla.
Outre ces affaires de censure et de contrefaçon, l'engouement pour l'image conçue par Janet-Lange est démontré par l'existence de plusieurs copies en couleurs, peintes à la gouache ou à l'huile. L'une d'elles a ainsi été réalisée dès 1871 par le jeune Léon Belloguet, alors âgé de onze ou douze ans, fils du dessinateur Achille Belloguet.
L'estampe de Janet-Lange contribue à entretenir la mémoire de « l'année terrible » et le revanchisme. Ainsi, en 1919, après la signature du traité de Versailles, un dessin publié en « une » du supplément illustré du Petit Journal oppose avec jubilation l'image de 1871 à une caricature d'actualité où les rôles sont inversés, une Marianne triomphante obligeant désormais une Germania défaite à signer ce nouveau traité de paix.
Une copie de grandes dimensions de La France signant les préliminaires d'un traité de paix était encore visible en 1922 au pensionnat Saint-Gilles de Moulins (Allier).

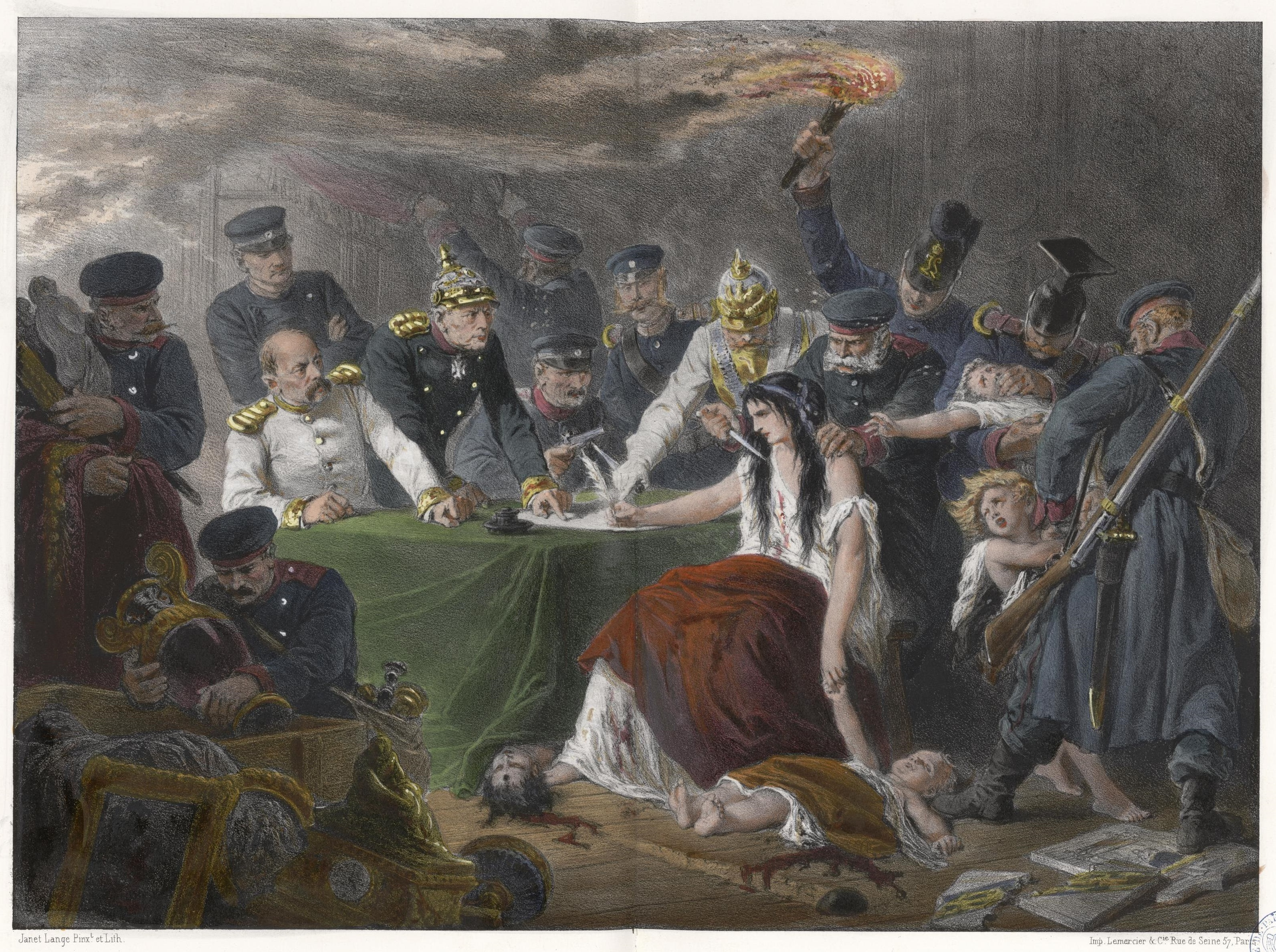
La France signe les préliminaires de la paix, lithographie de Janet-Lange imprimée par Lemercier et Cie et éditée par Bulla (1871).
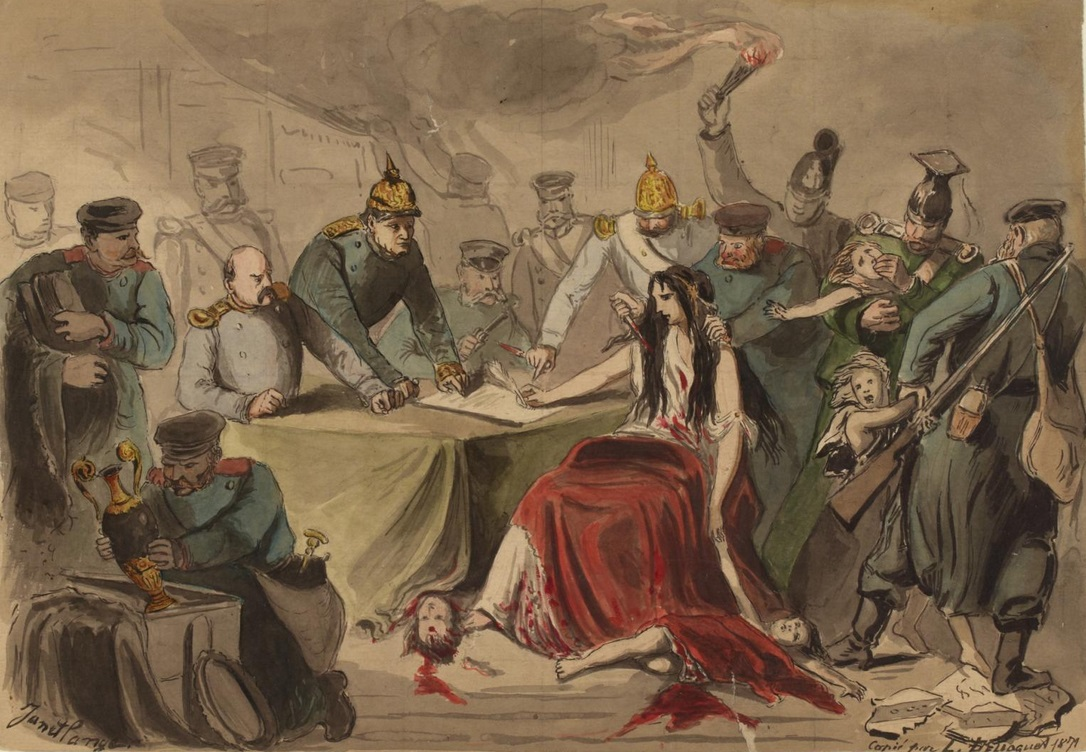
Copie réalisée par L. Belloguet en 1871 (gouache et plume sur papier, 21.4 x 31 cm, Musée Carnavalet).
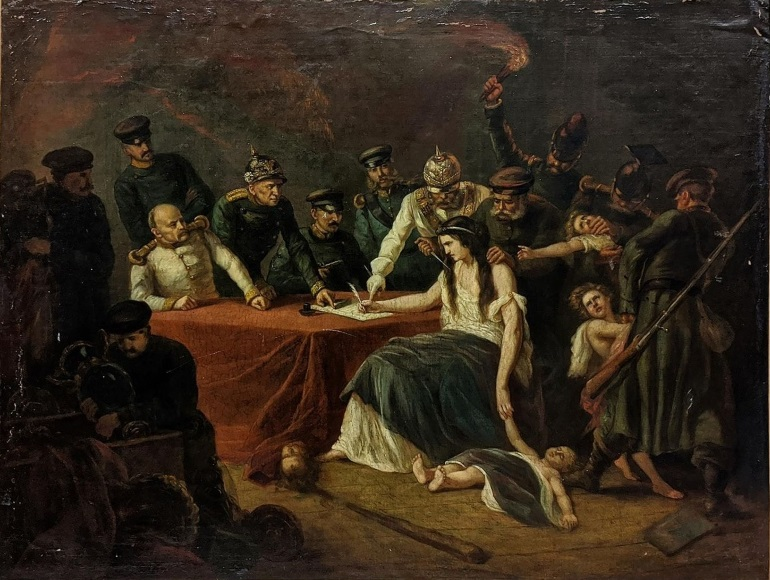
Copie anonyme (huile sur toile, 90 x 117 cm).
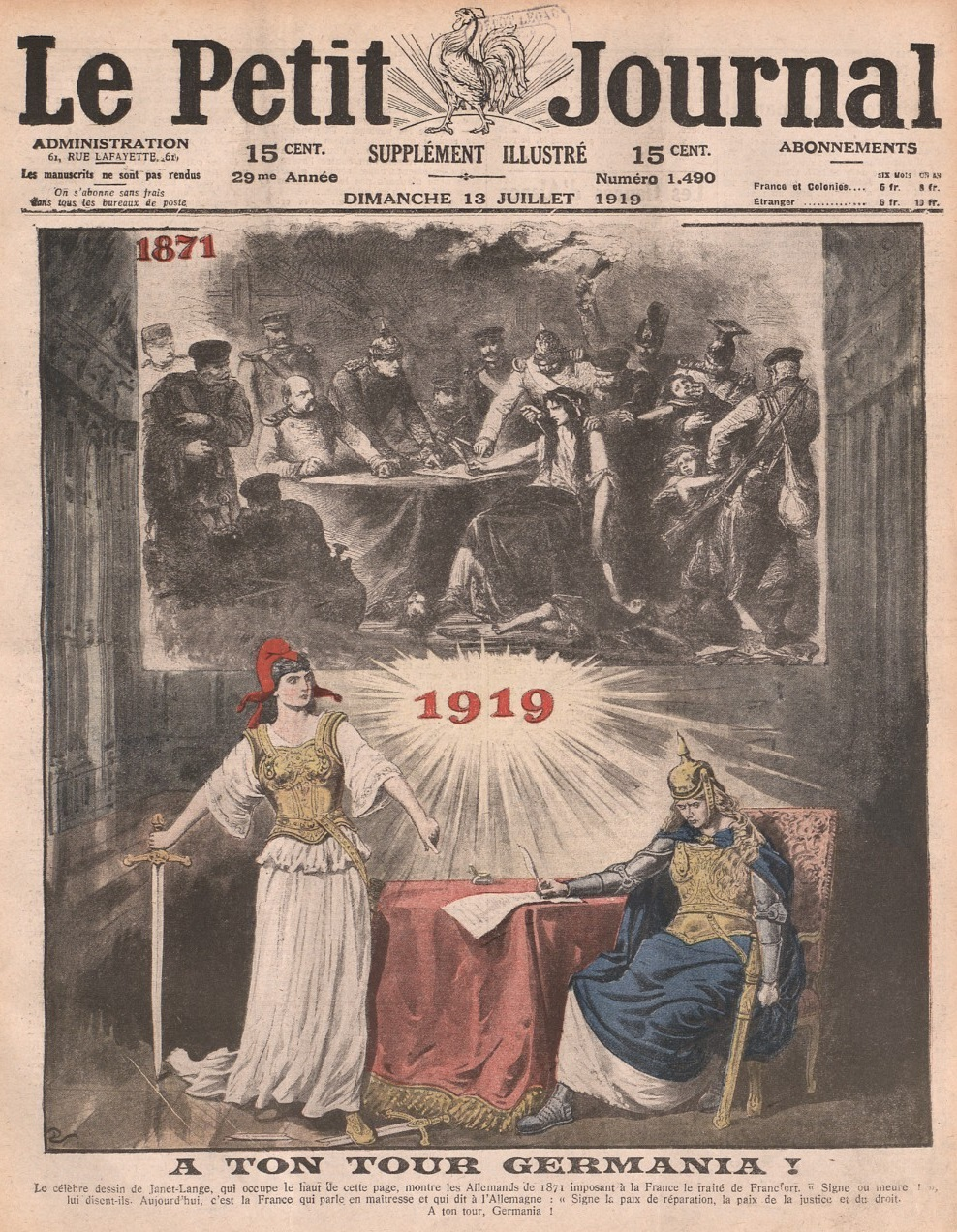
« A ton tour Germania ! » (Petit Journal, supplément illustré du 13 juillet 1919).